# Ангел Константинов
 Тази статия е за българския възрожденец.  За хоровия диригент вижте Ангел Попконстантинов.  
Ангел Константинов Аврамов (Аврамчов) е български учител, духовник, деец на късното Българско възраждане в Южна Македония.

## Биография
Ангел Константинов е роден в 1834 година в лъгадинското село Зарово, тогава в Османската империя, днес Никополи, Гърция. Той е син на уважавания селски първенец, учител и патриот Константин Аврамов. На младини учителства из солунските села. Ръкоположен е за свещеник и служи в родното си село след 1870 година. Проповядва божието слово на разбираем народен език, ползвайки евангелие преведено на български, но записано с гръцки букви. Заради усилията си за утвърждаване на българската църква е преследван от гръцките църковни власти. На Петровден 1875 година извършва първата служба в българския параклис в Сяр.
Умира през 1915 година в Горна Джумая. Синове на Ангел Константинов са Димитър Попангелов и Гьорче Попангелов.